# Severiniella haasi
Severiniella haasi är en insektsart som beskrevs av F. Jules Montandon 1894. Severiniella haasi ingår i släktet Severiniella och familjen Plataspidae. Inga underarter finns listade i Catalogue of Life.